# Schwimmpanzer

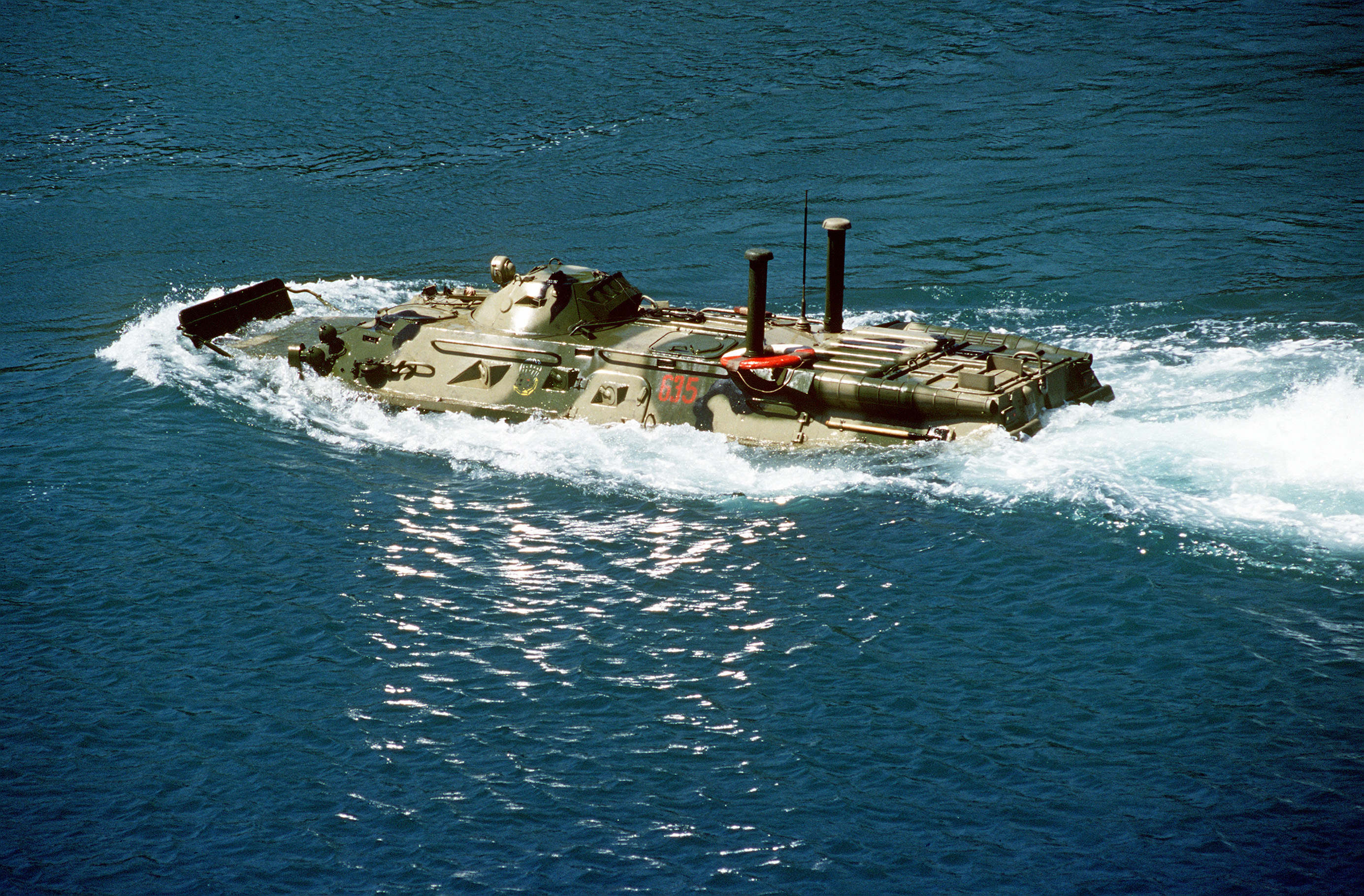
Russischer Radschützenpanzer BTR-80 bei der Fortbewegung im Wasser. Deutlich zu erkennen ist das aufgestellte Schwallbrett sowie die beiden Schnorchelrohre zum Ansaugen der Verbrennungsluft.

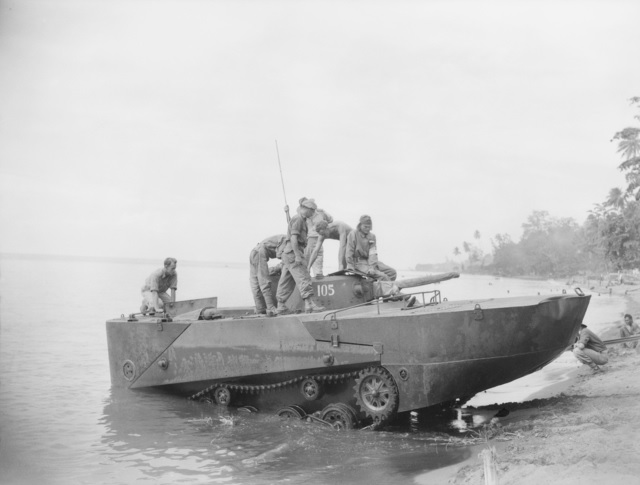
Ein von australischen Soldaten erbeuteter japanischer Schwimmpanzer Typ 2 Ka-Mi

Schwimmpanzer oder Amphibienpanzer sind schwimmfähige Panzerfahrzeuge; das Spektrum reicht hierbei von leichten Aufklärungs- und Schützenpanzern bis hin zu Kampfpanzern.

## Entwicklung
Bereits im Ersten Weltkrieg gab es Versuche, Panzern amphibische Fähigkeiten zu verleihen. Da sich die damaligen Panzer als zu schwerfällig erwiesen, wurden die Versuche nicht weiter verfolgt. Außerdem widersprach ein schwimmfähiger Panzer der damaligen Einsatzdoktrin.
1931 entwickelte Carden-Loyd Ltd. einen ersten voll schwimmfähigen Prototyp einer Tankette, die AE 11. Sie war sehr leicht, verfügte über Pontons, die den Auftrieb gewährleisteten, und wurde durch eine zusätzliche Schraube angetrieben. Nach ihrem Vorbild sollte bald eine ganze Reihe von Fahrzeugen entstehen. Da die britische Regierung an dem Gerät nicht interessiert war, wurden Lizenzen unter anderem an die Sowjetunion verkauft. Dort war man allerdings nicht an einem simplen Nachbau der Tankette interessiert, sondern konstruierte eine ganze Reihe schwimmfähiger Panzer zu Aufklärungszwecken, wie etwa den T-37 und den T-40. Während des Zweiten Weltkriegs erwiesen sich diese Panzer den Modellen der deutschen Wehrmacht als unterlegen. Um Gewicht für den Auftrieb zu sparen, war bei diesen Fahrzeugen bewusst bei Panzerung und Bewaffnung Gewicht eingespart worden.
Erste Versuche, schwer gepanzerte Fahrzeuge schwimmfähig zu machen, stellten US-Amerikaner und Briten im Vorfeld ihrer Landung in der Normandie an. Die US-Amerikaner verfügten bereits über leichte amphibische Transportpanzer wie das LVT, die Briten über das Terrapin Mk I, die Panzerung war aber bei beiden Modellen zu schwach. Deshalb begann man mit der Modifikation des M4 Sherman, der Schwimmschürzen aus Segeltuch erhielt, die den Auftrieb gewährleisteten. Zwei am Heck montierte Schiffsschrauben dienten dem Vortrieb. Das Ergebnis wurde DD-Tank genannt. Diese Fahrzeuge erwiesen sich als Fehlschlag. Am schwer umkämpften Omaha Beach kamen fünf von 32 Panzern an. Die übrigen 27 Schwimmpanzer sind wegen zu hohen Wellengangs gesunken.
In der Nachkriegszeit wurde das Konzept des Schwimmpanzers vor allem von den Staaten des Warschauer Pakts weiterverfolgt. Dies begründet sich vor allem auf den Einsatzgrundsätzen für Panzer des Warschauer Pakts. Dazu wurden auf sowjetischer Seite leichte Panzer für den Lufttransport wie der PT-76, die BMD-Serie oder die Schützenpanzer der BMP-Reihe entwickelt. Alle diese Fahrzeuge waren schwimmfähig. Ziel war es, schnell und ohne großen pioniertechnischen Aufwand Gewässer zu überqueren, um Brückenköpfe zu bilden. Im Vergleich zu den Modellen des Zweiten Weltkriegs waren diese Panzer schwer bewaffnet. Sie führten Panzerabwehrraketen mit sich oder konnten voll ausgerüstete Gruppen Infanterie befördern.

## Antriebskonzepte

### Propellerantrieb

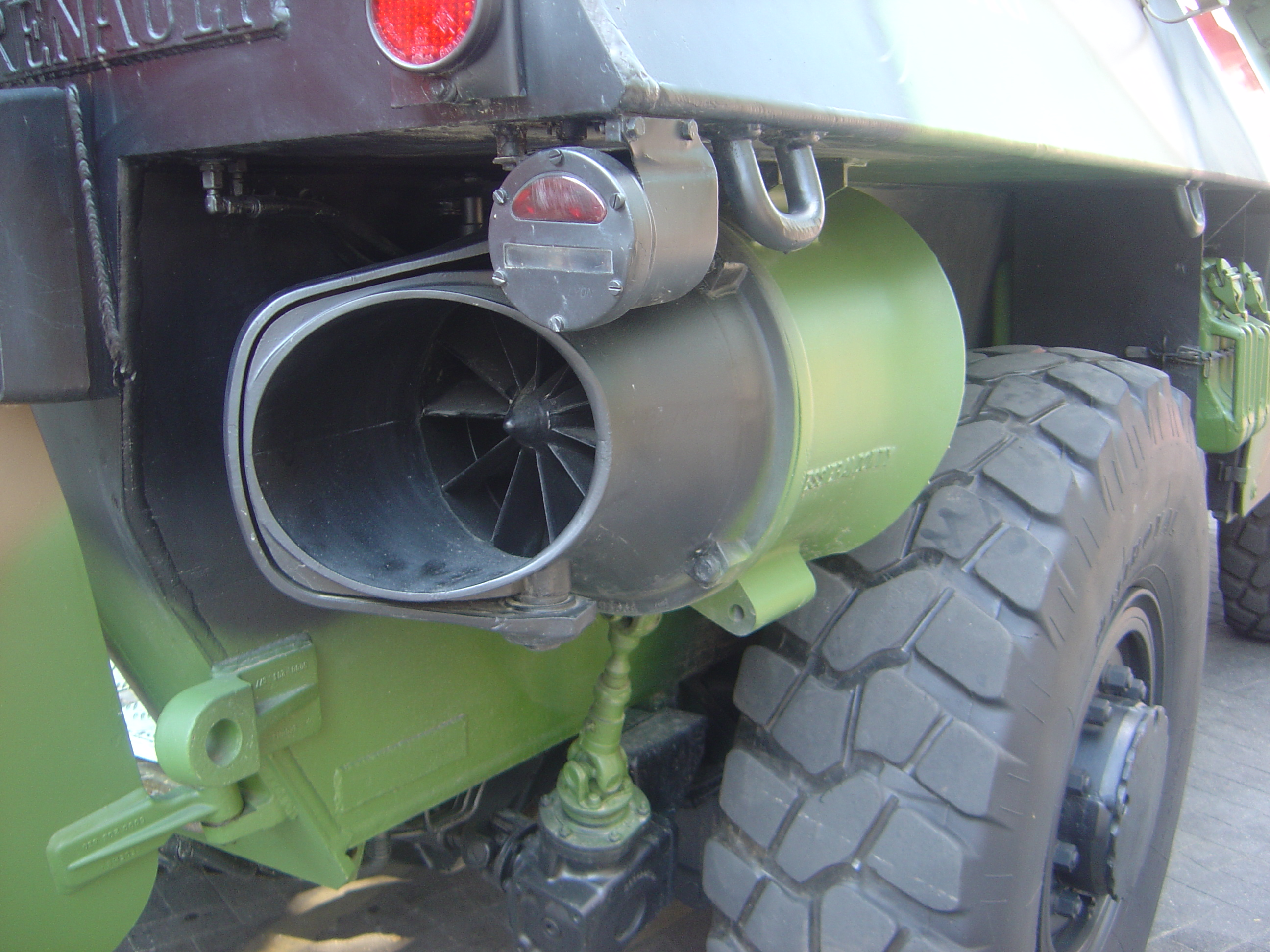
Per Kardanwelle angetriebener Impeller eines VAB

Diese Art des Unterwasserantriebs war die erste Möglichkeit, Panzern Vortrieb im Wasser zu ermöglichen. Sie wurde dem Schiffbau entlehnt. Am Heck des Fahrzeugs befinden sich dazu ein oder zwei Propeller (Schrauben). Bei der Wasserfahrt wird der Antrieb umgeschaltet und die Getriebewelle treibt den Propeller an. In der Anfangszeit erfolgte die Steuerung noch über ein kleines Ruder, mittlerweile werden zumeist die Propeller für die Steuerung verwendet.

### Kettenantrieb

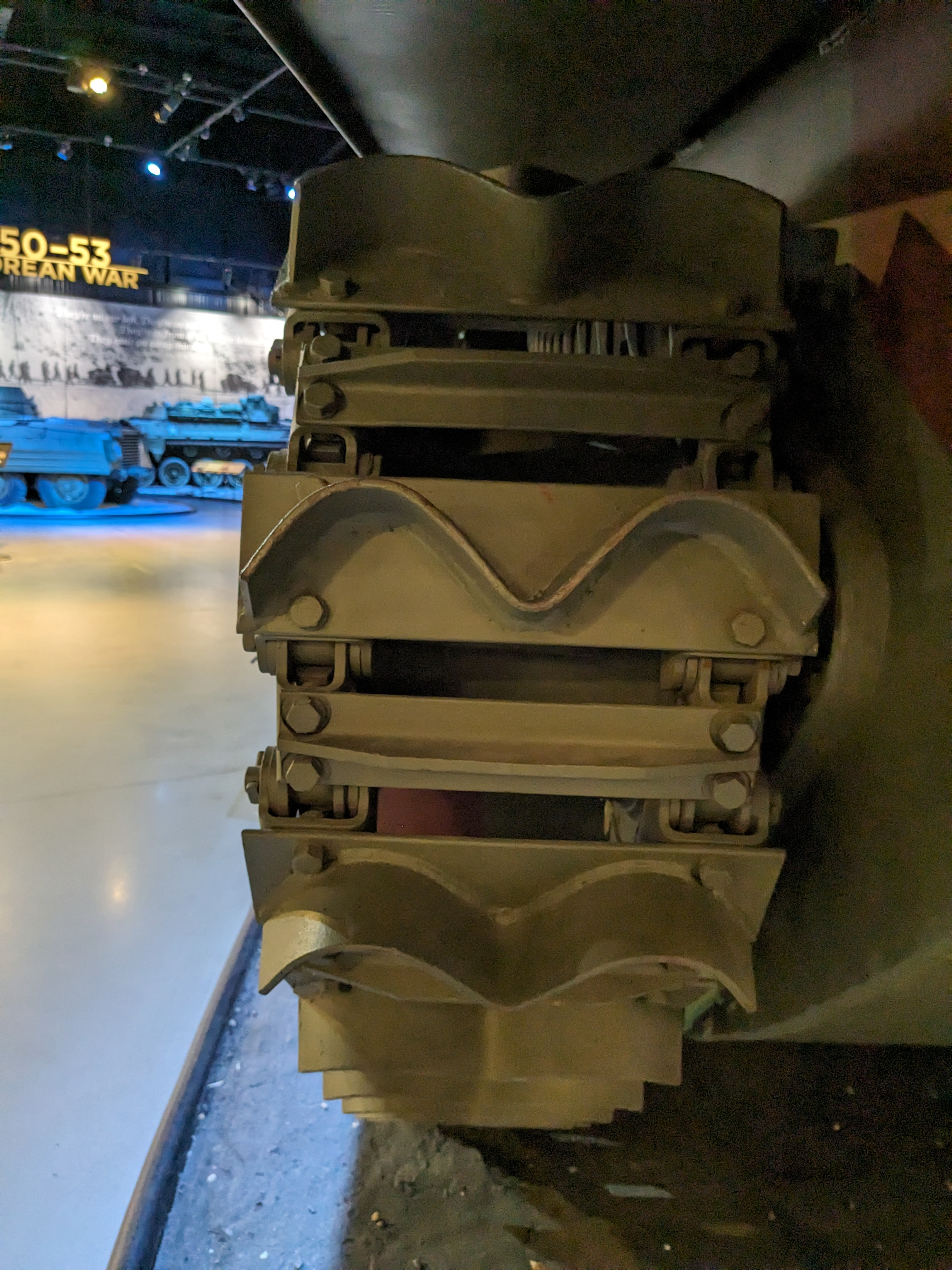
LVT(A)-4 mit Paddelblechen auf den Gleiskettengliedern

Der US-amerikanische LVT-Transportpanzer für amphibische Operationen war der erste Panzer, der auch im Wasser durch seine Kette angetrieben wurde. Ursprünglich war das Fahrzeug für die zivile Nutzung als Rettungsfahrzeug in den Everglades in Florida gedacht. Die militärische Variante war gepanzert und bewaffnet. Der Antrieb mit der Kette im Wasser erwies sich in mehrfacher Hinsicht als vorteilhaft. Zum einen muss der Antrieb nicht umgestellt werden und zum anderen verändert sich die Steuerung nicht. Nachteilig ist jedoch, dass die Fahrzeuge im Wasser verhältnismäßig langsam sind. Die meisten Fahrzeuge mit einem solchen Antrieb dienen als Landungsboote oder Nachschubfahrzeuge, während im Laufe des Zweiten Weltkrieges auch Kampfunterstützungsfahrzeuge auf Basis des LVT entwickelt wurden.

### Wasserstrahlantrieb
Die neuere Entwicklung des Antriebes ist der Wasserstrahlantrieb. Dabei saugen Pumpen Wasser an, das unter Hochdruck nach hinten ausgestoßen wird und so den Vortrieb erreicht. Der Antrieb funktioniert nach dem Rückstoßprinzip.

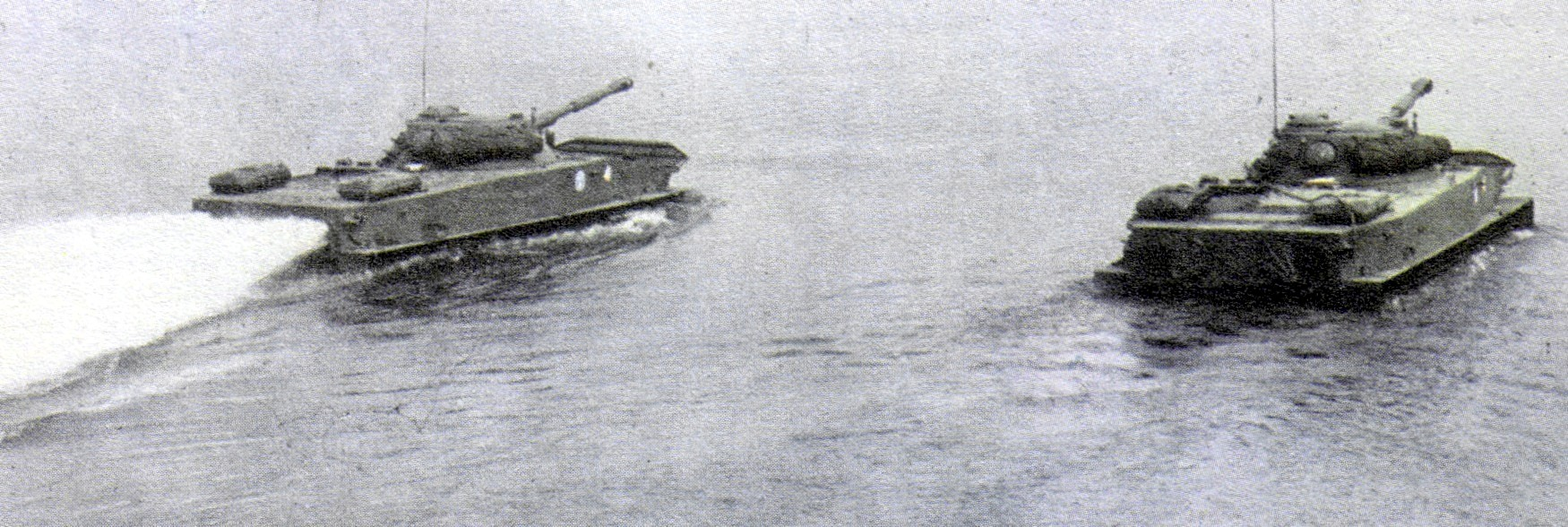
Zwei PT-76B beim Einfahren ins Wasser (Panzer schwimmen noch nicht)